# Interchange File Format
Interchange File Format (IFF) – format danych wymyślony w 1985 roku przez Electronic Arts (we współpracy z Commodore-Amiga). IFF należy do klasy tzw. kontenerów, pozwalając na przechowywanie różnego rodzaju danych.
Format IFF nie charakteryzuje się żadnych specjalnym rozszerzeniem, z uwagi na to, że może przechowywać rozmaite typy danych. Najczęściej stosowane jest jednak rozszerzenie .iff, które można spotkać przy okazji plików graficznych ILBM. Jest to jednak przypisanie błędne, które doprowadziło do sytuacji, że większość użytkowników sądzi, że format IFF znajduje zastosowanie wyłącznie w grafice.